# Mary Bailey
Mary Bailey z d. Westenra (ur. 1 grudnia 1890 w Rossmore Castle w hrabstwie Monaghan, zm. 29 lipca 1960) – irlandzka pilotka i arystokratka.

## Życiorys
Była córką Derricka Warnera Williama Westenry, 5. barona Rossmore z zamku Rossmore w hrabstwie Monaghan w Irlandii oraz Mittie Naylor. Przysługiwał jej tytuł: „Honourable”. 5 września 1911 poślubiła sir Abe’a Baileya, południowoafrykańskiego potentata diamentowego, polityka i finansistę, z którym miała pięcioro dzieci.
W latach 20. zainteresowała się lotnictwem. Na początku 1927 uzyskała licencję pilota w londyńskim aeroklubie (London Aeroplane Club, licencja nr 8067) i szybko rozpoczęła aktywne uczestnictwo w brytyjskim sporcie lotniczym. Sama była właścicielką samolotu DH.60 Moth o nr rej. G-EBPU.
Stała się pierwszą kobietą, która przeleciała ponad Morzem Irlandzkim. 5 lipca 1927 ustanowiła rekord wysokości w kategorii lekkich samolotów – 5268 m – samolotem DH.60 Cirrus II Moth. Sławę przyniósł jej samotny lot z Croydon w Wielkiej Brytanii do Kapsztadu w Południowej Afryce pomiędzy 9 a 28 marca 1928 (8000 mil), a następnie lot powrotny wokół Afryki o długości 18.000 mil pomiędzy wrześniem 1928 a 16 stycznia 1929. Był to najdłuższy lot wykonany przez kobietę, a także najdłuższy samotny lot do tej pory.
W 1927 i 1928 za swoje osiągnięcia dwukrotnie otrzymała nagrodę Harmon Trophy, jako najwybitniejsza pilotka świata. Uczestniczyła w Międzynarodowych Zawodach Samolotów Turystycznych Challenge 1929, które ukończyła poza konkursem i następnie Challenge 1930, w których zajęła 31. miejsce na 60 uczestników, będąc jedną z dwóch kobiet-pilotek. Konkurencyjną pilotką w tych zawodach była Angielka Winifred Spooner.
W styczniu 1930 została Damą Komandorem Orderu Imperium Brytyjskiego (DBE).
Podczas II wojny światowej służyła w pomocniczych siłach lotniczych Women's Auxiliary Air Force, w stopniu Section Officer.

### Dzieci
1. Mittie Mary Starr Bailey (ur. 1 sierpnia 1913, zm. 10 kwietnia 1961)
2. Derrick Bailey (ur. 15 sierpnia 1918, zm. 19 czerwca 2009)
3. Ann Hester Zia Bailey (ur. 15 sierpnia 1918)
4. James Richard Abe Bailey (ur. 23 października 1919)
5. Noreen Helen Rosemary Bailey (ur. 27 lipca 1921)